# The Element of Crime
The Element of Crime (Deens: Forbrydelsens element) is een dramafilm uit 1984 onder regie van Lars von Trier.

## Verhaal
Tijdens zijn verblijf in Caïro ontmoet een politie-inspecteur zijn voormalige leermeester. Hij heeft een handleiding geschreven over het herkennen van misdadigers. Hij raakt betrokken in een moordzaak en past de methoden in het handboek toe.

## Rolverdeling
| Acteur          | Personage |
| --------------- | --------- |
| Michael Elphick | Fisher    |
| Esmond Knight   | Osborne   |
| Me Me Lei       | Kim       |
| Jerold Wells    | Kramer    |